# Naukšēni (novads)
Naukšēni (łot.: Naukšēnu novads) – jeden z łotewskich novadsów, funkcjonujący w latach 2009–2021.

## Historia
Novads powstało na terenach należących przed 2009 do rejonu Valmiera.
W skład novadsu wchodziły dwa pagastsy: Ķoņi i Naukšēni. Jego stolicą została wieś Naukšēni.
Zlikwidowany w ramach reformy administracyjnej 30 czerwca 2021. Wszedł w całości w skład nowego novadsu Valmiera.